# Jerry Colangelo
Jerry Colangelo (Chicago Heights, 20 novembre 1939) è un imprenditore, dirigente sportivo e allenatore di pallacanestro statunitense.
Ha legato il suo nome ai Phoenix Suns dell'NBA, di cui è stato general manager dal 1968 fino al 1995, quando passò l'incarico al figlio Bryan, e proprietario di maggioranza dal 1987 al 2004. È inoltre stato proprietario delle Phoenix Mercury (WNBA), degli Arizona Diamondbacks (MLB), degli Arizona Rattlers (AFL), e degli Arizona Sandsharks (CISL).
Dal 2009 è presidente del Naismith Memorial Basketball Hall of Fame, di cui è membro dal 2004 in qualità di contributore. Dal 2005 al 2021 è stato direttore amministrativo di USA Basketball. Tra il 2015 e il 2018 Colangelo ha fatto parte dello staff dei Philadelphia 76ers, prima in qualità di President of Basketball Operations poi come consulente.

## Carriera
Nato e cresciuto a Chicago Heights in Illinois da genitori italoamericani, Colangelo ha frequentato l'Università dell'Illinois - Urbana-Champaign dove ha praticato pallacanestro e baseball.

### Pallacanestro
Colangelo ha esordito in NBA nel 1966 come scout dei Chicago Bulls. Nel 1968 lasciò i Bulls e fu assunto come general manager dei Phoenix Suns, nuova squadra della lega, diventando il più giovane di sempre a ricoprire questo ruolo negli sport professionistici. È stato general manager per ben 27 stagioni, secondo solo a Red Auerbach per anni con la stessa franchigia. Durante il suo periodo con i Suns, Colangelo ha vinto quattro premi di NBA Executive of the Year, unico ad esserci riuscito. Nel 1995 suo figlio Bryan, già parte dello staff dal 1991, diventò il nuovo general manager della squadra, fino al 2006, quando firmò con i Toronto Raptors. Anche il figlio vinse il premio di NBA Executive of the Year, nel 2005 e nel 2007.
Nel 1987 alcuni giocatori dei Suns furono coinvolti in uno scandalo legato a traffici di cocaina che intaccò la reputazione della franchigia. Lo scandalo aprì la strada a Colangelo, allora general manager della squadra, che riunì un gruppo di investitori per comprarla diventando proprietario di maggioranza. Nell'aprile 2004, Colangelo ha venduto i Suns e le Mercury, squadra affiliata della WNBA, a un gruppo di investitori guidato dall'uomo d'affari Robert Sarver per 401 milioni di dollari.
Il 27 aprile 2005 è stato annunciato come amministratore delegato di USA Basketball, organizzazione che gestisce la nazionale. La nazionale maschile stava vivendo un periodo buio in seguito ai fallimenti del mondiale del 2002 e di Atene 2004, molto sentiti all'interno della nazione. Colangelo ricostruì la reputazione della nazionale, coinvolgendo allenatori molto rispettati come Mike Krzyzewski dell'Università Duke (2006-2016) e Gregg Popovich dei San Antonio Spurs (2017-2021), che si sono rivelate scelte azzeccate. Sotto la sua guida la nazionale ha conquistato l'oro alle Olimpiadi del 2008, 2012, 2016, 2020. Colangelo si è dimesso ufficialmente nell'agosto 2021 lasciando l'incarico all'ex stella NBA Grant Hill.
Il 7 dicembre 2015, Colangelo ha deciso di tornare in NBA diventando il nuovo President of Basketball Operations dei Philadelphia 76ers. Il 7 aprile 2016, il figlio di Colangelo, Bryan, ha assunto il ruolo di general manager e presidente per i 76ers dopo che il loro ex general manager e presidente, Sam Hinkie, si dimise dalla sua posizione prima della fine della stagione 2015-16 a causa di divergenze con Jerry. Colangelo si è dimesso dalla carica di President of Basketball Operations in seguito all'assunzione di suo figlio, ma ha mantenuto il ruolo di consulente. Nel maggio 2018 Bryan fu coinvolto in uno scandalo riguardante account Twitter falsi che il GM avrebbe usato per criticare la società e certi giocatori. Il 7 giugno 2018 Bryan annunciò le sue dimissioni. Poco prima delle dimissioni del figlio, Colangelo tentò di salvare il lavoro di Bryan minacciando di danneggiare le relazioni della squadra con l'NBA. Il 30 luglio 2018 ha annunciato che si sarebbe dimesso anche lui alla fine dell'anno.

### Baseball
Nel 1994 Colangelo ha riunito un gruppo di investitori con lo scopo di creare una nuova squadra MLB con sede in Arizona. Nel 1995 al gruppo di Colangelo fu assegnata una franchigia che si sarebbe chiamata Arizona Diamondbacks e che sarebbe entrata a far parte della lega nel 1998, anno previsto per l'espansione. I Diamondbacks, dopo sole quattro stagioni, vinceranno le World Series 2001 battendo in finale i New York Yankees, vincitori delle 3 edizioni precedenti. Ad oggi quello dei Diamondbacks rappresenta l'unico titolo vinto da una squadra di Phoenix tra le maggiori leghe sportive professionistiche statunitensi.
Nel 2004 Colangelo fu coinvolto in una controversia riguardante la salute finanziaria della squadra. I Diamondbacks si erano infatti indebitati in modo significativo per costruire i campioni del 2001, ritardando il pagamento di molti giocatori di quella stagione. Colangelo fu quindi costretto a dimettersi nella tarda estate dello stesso anno, vendendo le sue quote ad un gruppo di investitori già coinvolti nella fondazione della squadra.

### Hockey
Nel 1996, Colangelo è stato coinvolto nel portare la National Hockey League in Arizona, convincendo con successo la proprietà dei Winnipeg Jets a trasferire la franchigia nell'area di Phoenix. I Jets sono diventati così i Phoenix Coyotes, poi rinominati Arizona Coyotes. Colangelo ha così reso Phoenix una delle 13 aree metropolitane con franchigie in tutti e quattro i principali campionati sportivi professionistici nordamericani.

## Palmarès

### Dirigente
- 4 volte NBA Executive of the Year (1976, 1981, 1989, 1993) (record)